# اشتادهیایی

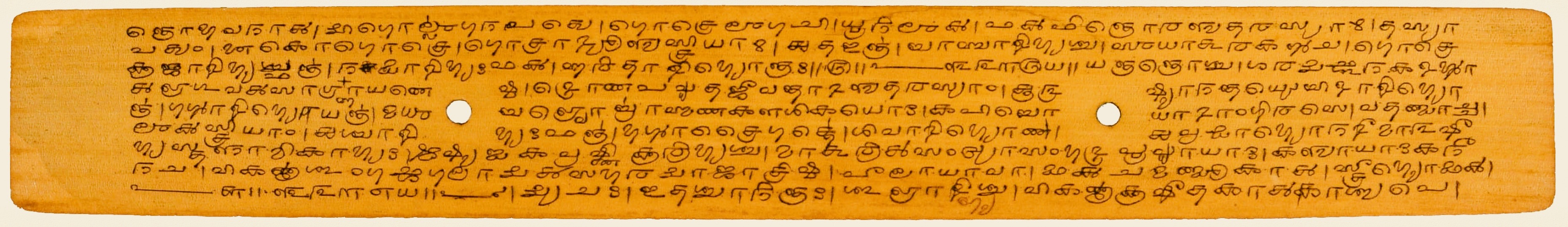
نسخه ای از خط اشتادهیایی

اشتادهیایی (انگلیسی: Aṣṭādhyāyī)، به معنای «هشت فصل» نام کتاب دستور زبان سنسکریت پانینی، قدیمی‌ترین کتاب نحو جهان است.

## زبان سانسکریت کلاسیک
شالودهٔ قوانین زبان سانسکریت کلاسیک در کتاب اشتادهیایی (Aṣṭādhyāyī) پی ریزی شده‌است.

## نحو زبان
اشتادهیایی یکی از بزرگترین کتاب‌های دستور زبان و تفسیر کلمات و کاربرد آن‌ها در تمدن باستان است و یکی از علمی‌ترین کتابها در مورد نحو زبان تا قبل از قرن نوزدهم است.

## دستور توصیفی
قدیم‌ترین دستور توصیفی موجود دربارهٔ زبان سنسکریت، کتاب اشتادهیایی (هشت کتاب) نوشته پانی‌نی در قرن ششم پیش از میلاد است که شرحی از قواعد صرفی و نحویِ گونهٔ گفتاریِ زبان سنسکریت نواحیِ شمال‌غربی هند (بخشهایی از پاکستان کنونی) است. پانی‌نی در کتاب خود از ده دستور نویس پیش از خود یاد کرده‌است که آثار هیچ‌یک از آنان در دست نیست.
کشف دستور پانی‌نی در اوایل سدهٔ سیزدهم/ نوزدهم و اعلام نظر سر ویلیام جونز دربارهٔ خویشاوندی زبان سنسکریت با برخی زبانهای اروپایی سبب گسترش زبان‌شناسی تطبیقی و آغاز زبان‌شناسی جدید شد

## برای مطالعهٔ بیشتر
- https://rasekhoon.net/article/show/1326123/ زبان‌شناسی علمی شرقی
- https://ostadenglish.com/ تاریخچه زبان‌شناسی